# Yoshiyasua yasudai
Yoshiyasua yasudai is een vlinder uit de familie van de grasmotten (Crambidae), uit de onderfamilie van de Musotiminae. De wetenschappelijke naam van deze soort is voor het eerst gepubliceerd in 1985 door Yutaka Yoshiyasu.
De soort komt voor in Japan (Riukiu-eilanden).